# Abbazia di Roth

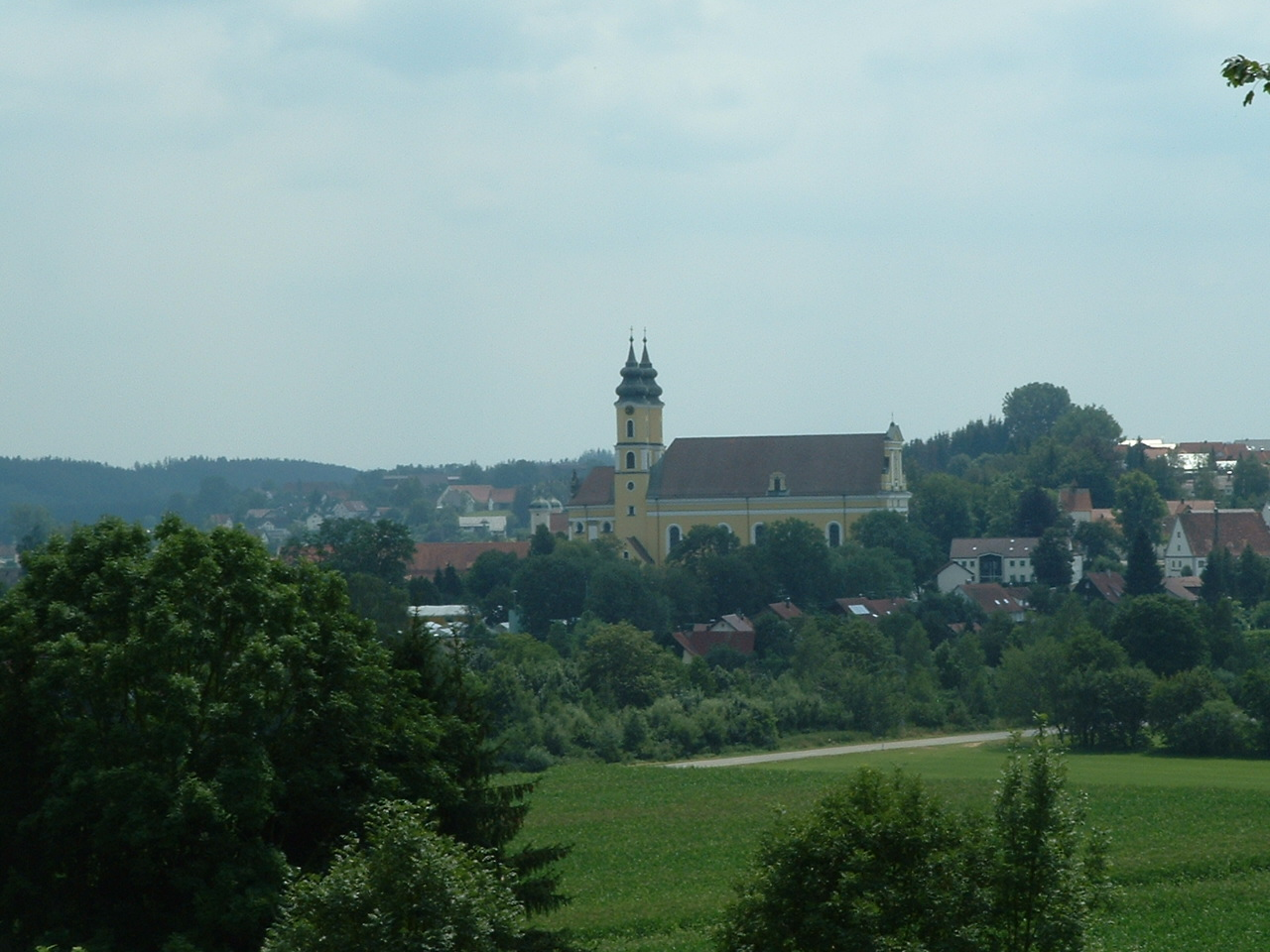
Chiesa Parrocchiale di Santa Verena

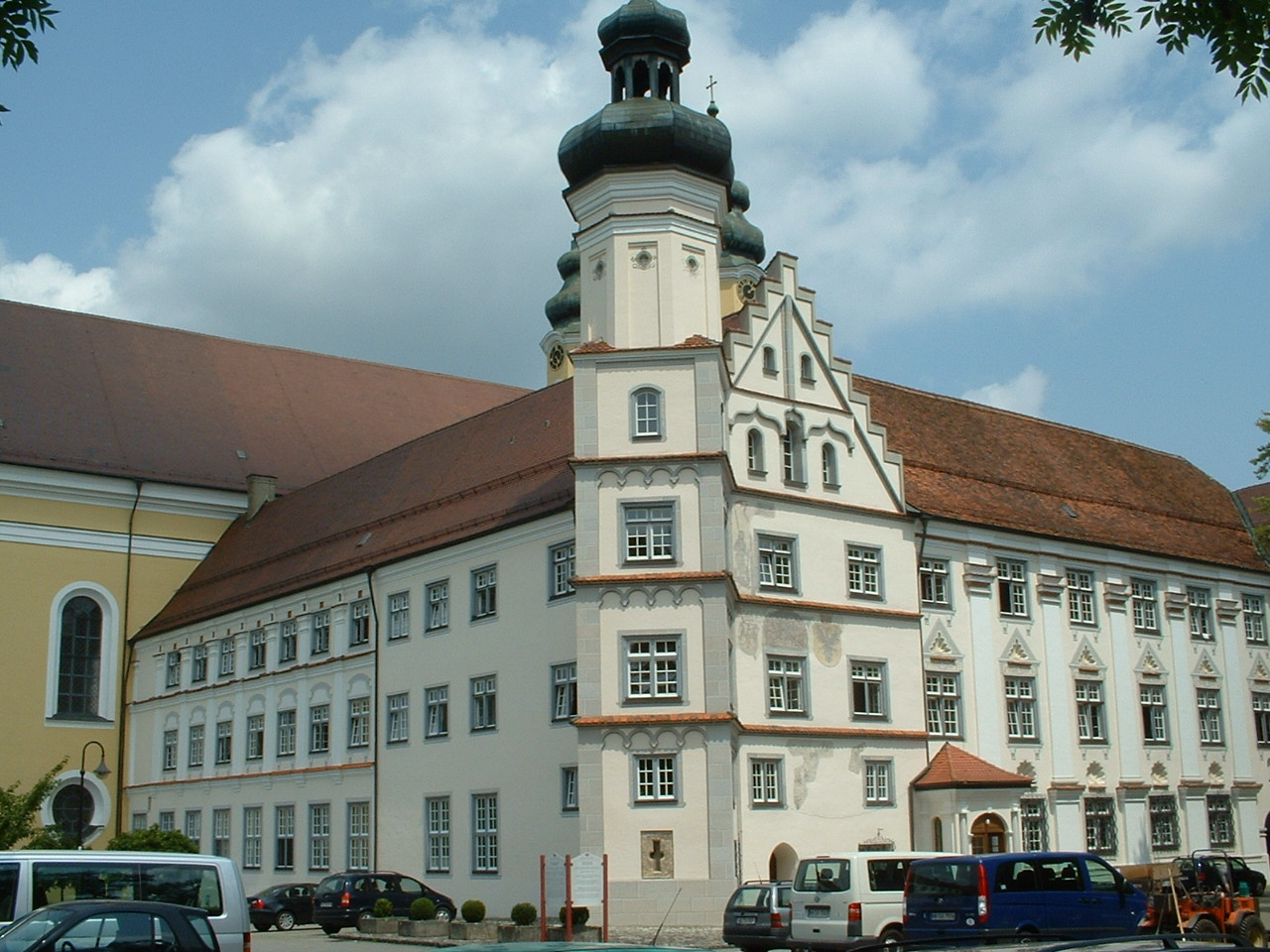
Costruzioni del monastero

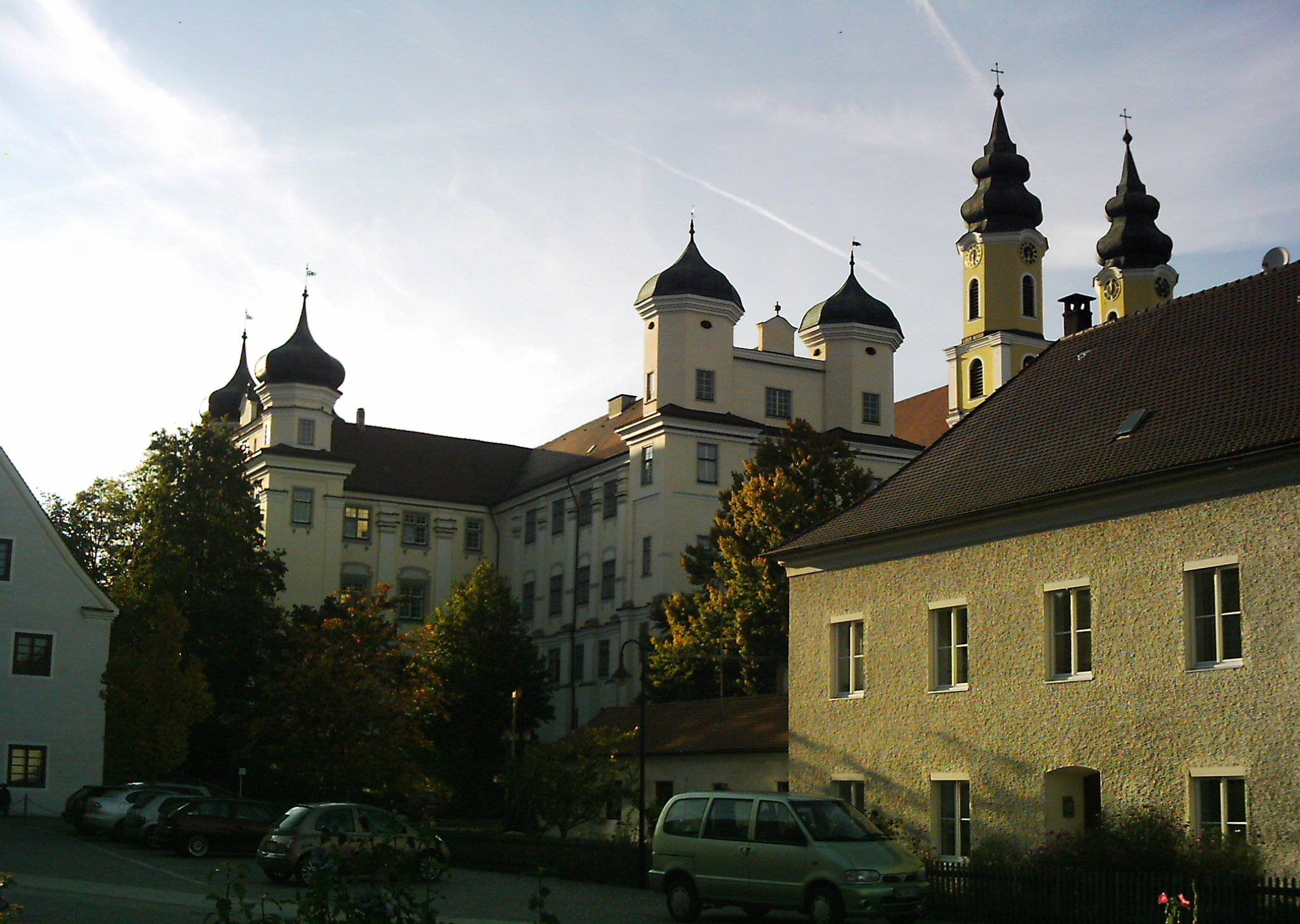
Veduta del monastero

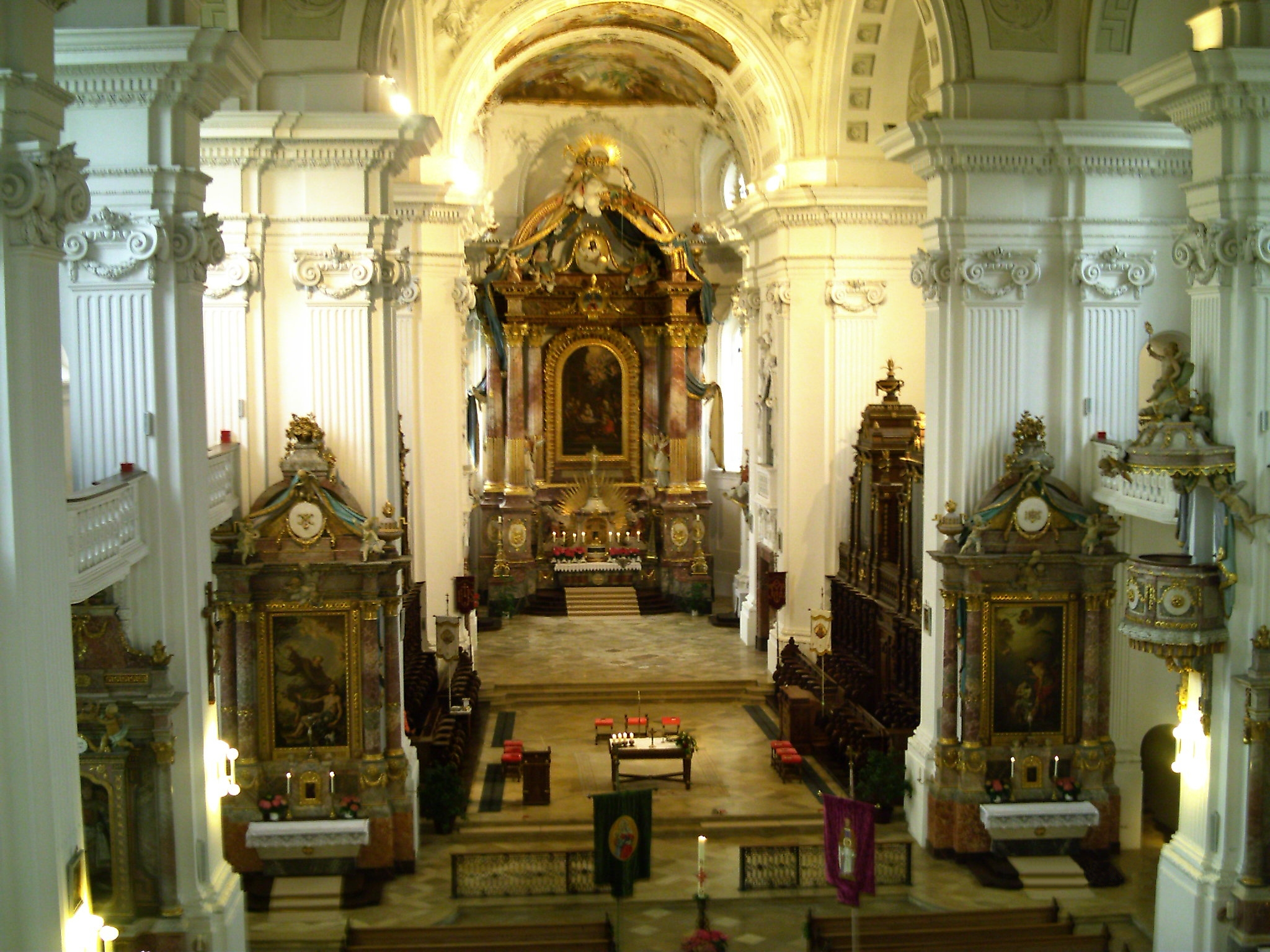
Interno della chiesa parrocchiale di Santa Verena

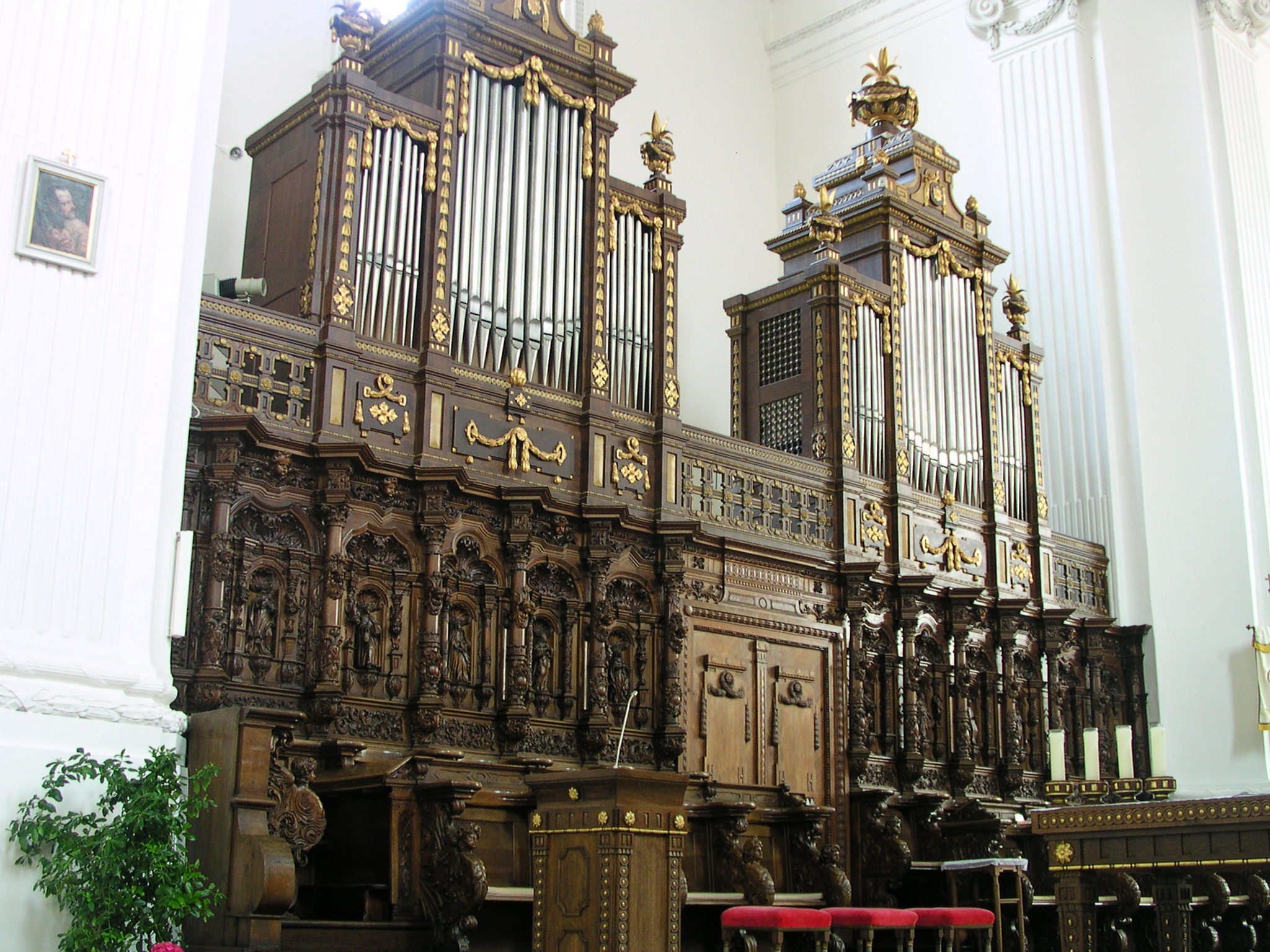
Stalli del coro e organo

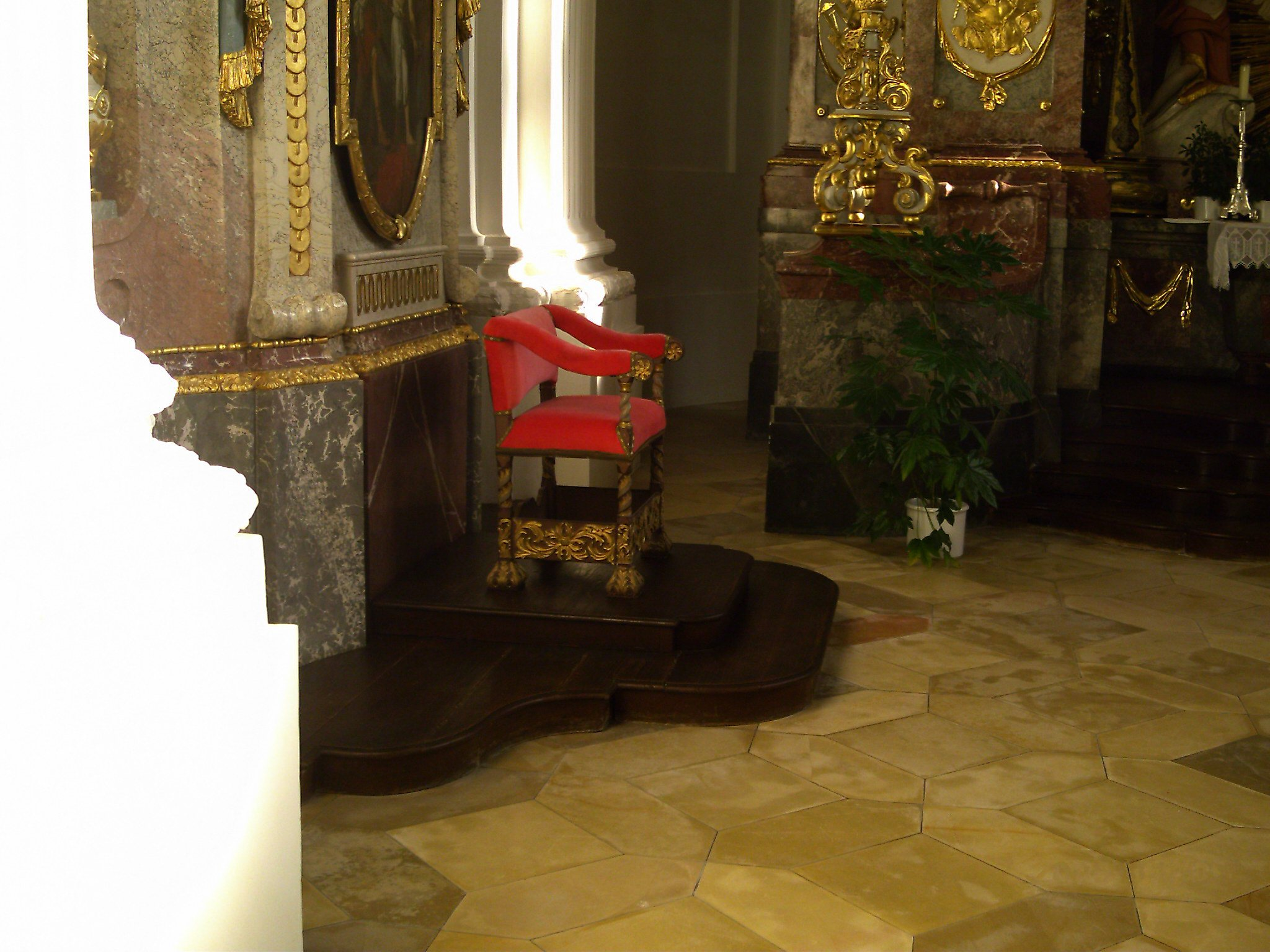
Trono dell'abate

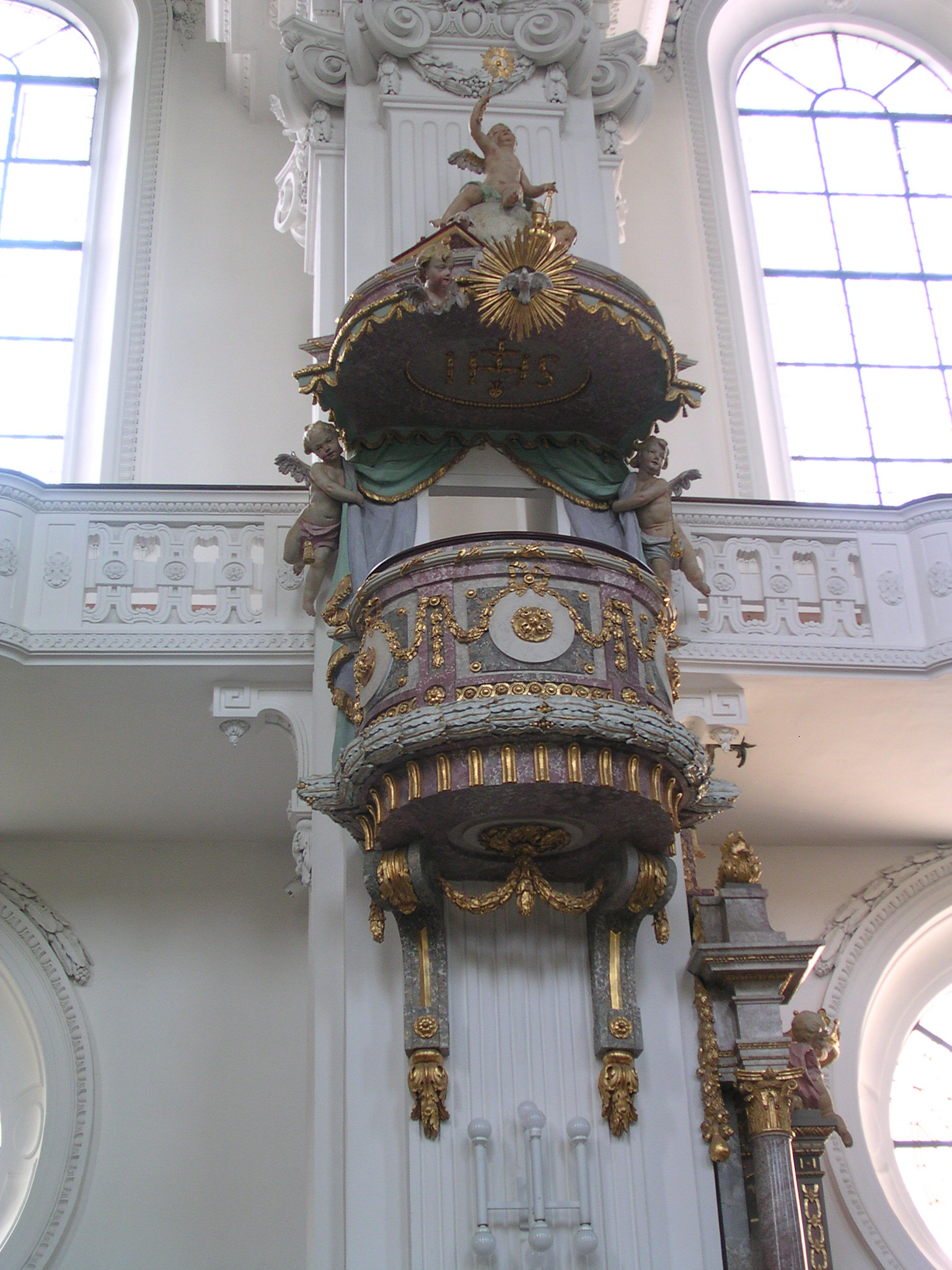
pulpito

L'abbazia di Roth (detta anche abbazia di Rot an der Rot, Münchroth, Münchenroth, Mönchroth o Mönchsroth) fu un monastero premonstratense, con sede nella città di Rot an der Rot nell'Alta Svevia (Baden-Württemberg, Germania). Esso fu il primo monastero premonstratense dell'intera Svevia. La struttura è oggi come allora situata su un'altura tra le valli e i fiumi Rot ed Haslach. La chiesa del monastero, dedicata a Santa Verena, e le costruzioni del convento sono un'importante tappa della "Strada barocca dell'Alta Svevia".

## Storia
Rot an der Rot venne in un primo tempo menzionata come Rota in una donazione di Adalberto di Wolfertschwenden che avvenne nel 1100. Assieme alla chiesa il villaggio interno andò a costituire il primo nucleo fortificato dell'area.
Secondo la tradizione locale, il monastero venne fondato nel 1126 con il nome di Mönchroth da Hemma von Wildenberg con l'attiva partecipazione di Norberto di Prémontré e questa fondazione sembra essere confermata dagli annali dell'abbazia di Altenmarkt. I primi monaci che vi giunsero erano premonstratensi francesi e presumibilmente dalla sua fondazione il monastero era sottoposto all'autorità della Santa Sede. Attorno al 1140 vi venne aggiunto anche un convento femminile sempre del medesimo ordine ecclesiastico e queste monache godevano della cura pastorale del monastero stesso, tradizione che si protrasse sino alla metà del XIV secolo quando il monastero femminile venne chiuso.
Il primo priore dell'abbazia fu Burcardo, inviato da Norberto di Zante dalla casa madre di Prémontré presso Laon, nella Francia settentrionale, assieme a 12 monaci. Il lavoro di questo primo priore fu talmente lodevole che già dal 1137 poté fondare una nuova istituzione filiale a Wilten, presso Innsbruck, a seguito della richiesta esplicita del Vescovo Reginberto di Bressanone. Il successore di Burcardo, Ottino (1140-1182), guidò il monastero che contava già 200 monaci, e diede inizio ad un periodo di prosperità che portò alla fondazione di altre filiali (tra il 1145 ed il 1171), tra cui spiccavano le abbazie di Weissenau, Schussenried, Steingaden, Kaiserslautern e Marchtal. Nel 1182 i possedimenti dell'abbazia si estendevano anche alla vicina valle dell'Iller, ma acquisì anche possedimenti nell'area del Giura, presso Lindau, attorno a Hüttisheim, a Steinbach ed a Untermoorweiler.
Nel 1179 su interessamento dell'Imperatore Federico I si dichiarò personalmente protettore dell'abbazia e le concesse il titolo di abbazia imperiale.
Nel 1182 un terremoto devastò l'originaria fondazione assieme all'archivio contenente anche il documento originale con la concessione dei privilegi imperiali. Per questo motivo, papa Lucio III con una bolla pubblicata quello stesso anno, rimpiazzò il documento imperiale andando a dichiarare la fondazione risalente all'epoca di Hemma von Wildenberg ed affidandone il protettorato ai di lei eredi.
Dal 1182 il villaggio di Rot divenne proprietà del monastero oltre ad essere un grande centro pastorale con la sua attiva parrocchia, al punto da doversi dotare di una struttura intera per accogliere l'economato abbaziale. Con acquisizioni e donazioni, l'abbazia riuscì a realizzare un vasto corollario di territori che comprendeva l'area da Rot a Haslach, guadagnando ulteriori fondi per i propri scopi.
Nel 1338 l'abbazia ricevette un'esenzione dalla giurisdizione dei tribunali secolari e dopo la peste nera del 1348 molti abitanti aderirono spontaneamente al sodalizio dell'abbazia dal momento che ogni altra attività era divenuta difficilmente praticabile dati i terribili risvolti dell'epidemia. Iniziò però così anche un periodo di crisi per l'abbazia che nel 1391 vantava appena tre monaci in quanto gli altri avevano dovuto abbandonarla a causa della crisi economica della regione.
L'abate dell'Abbazia di Weissenau (struttura originariamente filiale di quella di Roth), prese il controllo dell'abbazia e nel 1407 il Re Roberto installò il proprio siniscalco Giovanni II di Waldburg quale governatore dell'abbazia.
Il ritorno della fortuna dell'abbazia di Roth iniziò con l'abate Henrich Merk (1417-1420) e continuò col suo successore Martin Hesser (1420-1457). A Costanza nel 1425 venne stretta un'alleanza con altri abati svevi per difendere i diritti dei monasteri contro l'intervento delle famiglie dei monaci nobili che in essi albergavano. Martin Hesser diede nuova vita monastica e la restituzione del monastero alla sua età dell'oro incominciò con la ristrutturazione della struttura. Dal 1458 l'abbazia iniziò anche delle attività lucrative che consentirono una sempre maggior crescita dell'area con l'incorporazione di chiese e monasteri dell'area tra i propri possedimenti.
Nel 1481 un incendio distrusse gran parte del monastero e la ricostruzione venne portata avanti sino al 1509, anno in cui fu anche ridedicata la chiesa abbaziale.
L'Imperatore Massimiliano I elevò l'abbazia al grado di Abbazia Imperiale nel 1497 e l'abate ottenne un seggio al Reichstag oltre al titolo principesco. Ad ogni modo, durante la guerra dei contadini del 1525 la fortuna dell'abbazia declinò nuovamente e questa crisi venne bloccata solo dalla prontezza delle riforme dell'abate Martin Ehrmann (1560-1589).
Lo status di abbazia imperiale venne rafforzato nel 1619 per merito dell'Arciduca Leopoldo V del Tirolo il quale concesse il diritto di giudicare con l'alta giustizia da parte del monastero, fornendo anche personali contributi all'abbazia, e tali privilegi divennero fondamentali per lo schieramento politico dell'entità religiosa locale durante la Guerra di Successione austriaca.
Durante una visita del 1601 Roth viene considerata in perfetto stato, ma già con la Guerra dei Trent'anni apprendiamo amaramente che l'abbazia era già stata saccheggiata e riparata 200 volte. Alla fine dello scontro, vi fu un periodo di consolidamento sotto l'abate  Martin Erde (1672-1711) il quale ristabilì la corretta disciplina religiosa tra i chierici e aumentò le strutture economiche del monastero. L'abbazia venne distrutta da un incendio nel 1681 e perciò il monastero venne ricostruito in stile barocco con una serie di lavori che perdurarono sino al 1698.
Attualmente ad esso è affiancata la neoclassica chiesa di Santa Varena che venne ricostruita tra il 1777 ed il 1786 su idea dell'abate Mauritius Moritz che aveva demolito l'antica chiesa contro il volere dei monaci. L'architetto Johann Baptist Laub venne chiamato al completamento della nuova chiesa per merito dell'abate Willebold Held (1782-1789). Dopo la posa della prima pietra della seconda parte nel 1783 gran parte del lavoro venne svolto dai canonici stessi. L'interno venne decorato con dipinti e stucchi ad opera di Meinrad von Ow, Januarius Zick e Franz Xaver Feuchtmayer. Fu questa anche l'epoca in cui venne impiantato il maestoso organo ad opera di Johann Nepomuk Holzhey che venne iniziato nel 1792 e terminato l'anno seguente.
L'ultimo abate di Roth fu Nikolaus Betscher (1789-1803), valente musicista le cui composizioni musicali erano reminiscenze dei contemporanei Joseph Haydn e Wolfgang Amadeus Mozart.
Dal 1725 venne inoltre costituita una grande biblioteca che i registri del 1796 dicono essere stata di 7000 volumi che andarono per la maggior parte dispersi dopo la dissoluzione.

## La dissoluzione
Nel 1803 l'abbazia venne dissolta nel corso della mediatizzazione della Germania e i monaci vennero invitati ad abbandonare la struttura. Le 2871 persone soggette ai domini dell'Abbazia passarono dapprima sotto il dominio dei Conti di Wartenberg in compensazione dei territori da loro persi lungo il Reno. Nel 1806 il monastero ed il villaggio di Rot an der Rot vennero incorporati nel Regno di Württemberg. Nel 1808 l'abbazia venne ereditata dai Conti di Erbach-Erbach che fecero demolire due ale del monastero e la biblioteca.
Nel 1947 i premonstratensi riacquistarono la struttura nel tentativo di riportare in vita l'antica tradizione monastica ma questo tentativo fallì e nel 1959 la struttura passò alla Diocesi di Rottenburg-Stoccarda.
Attualmente il monastero accoglie una casa di rieducazione dedicata a San Norberto e gestita da quegli stessi monaci premonstratensi che l'avevano fondata.

## Galleria d'immagini

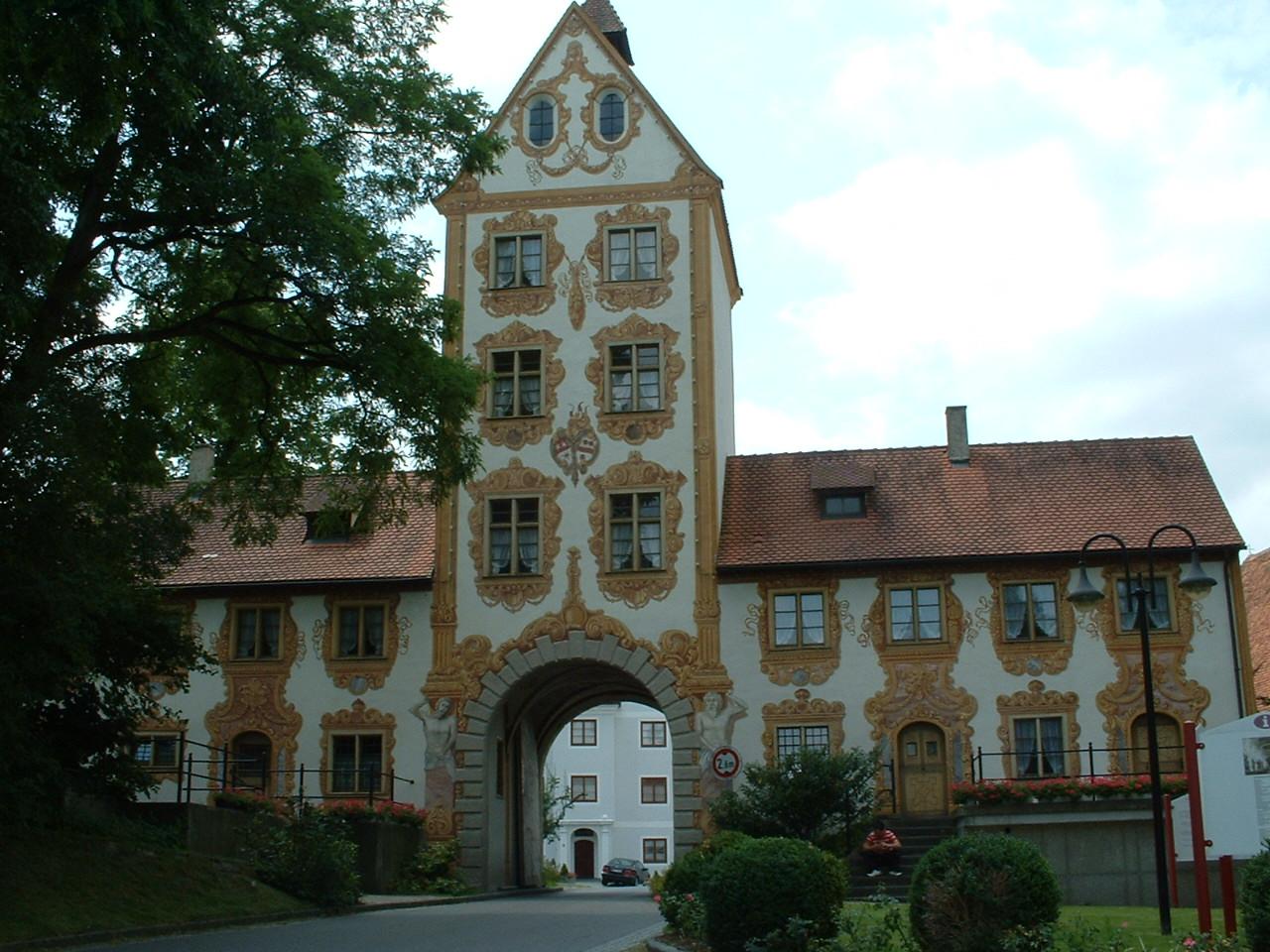
Cancello superiore
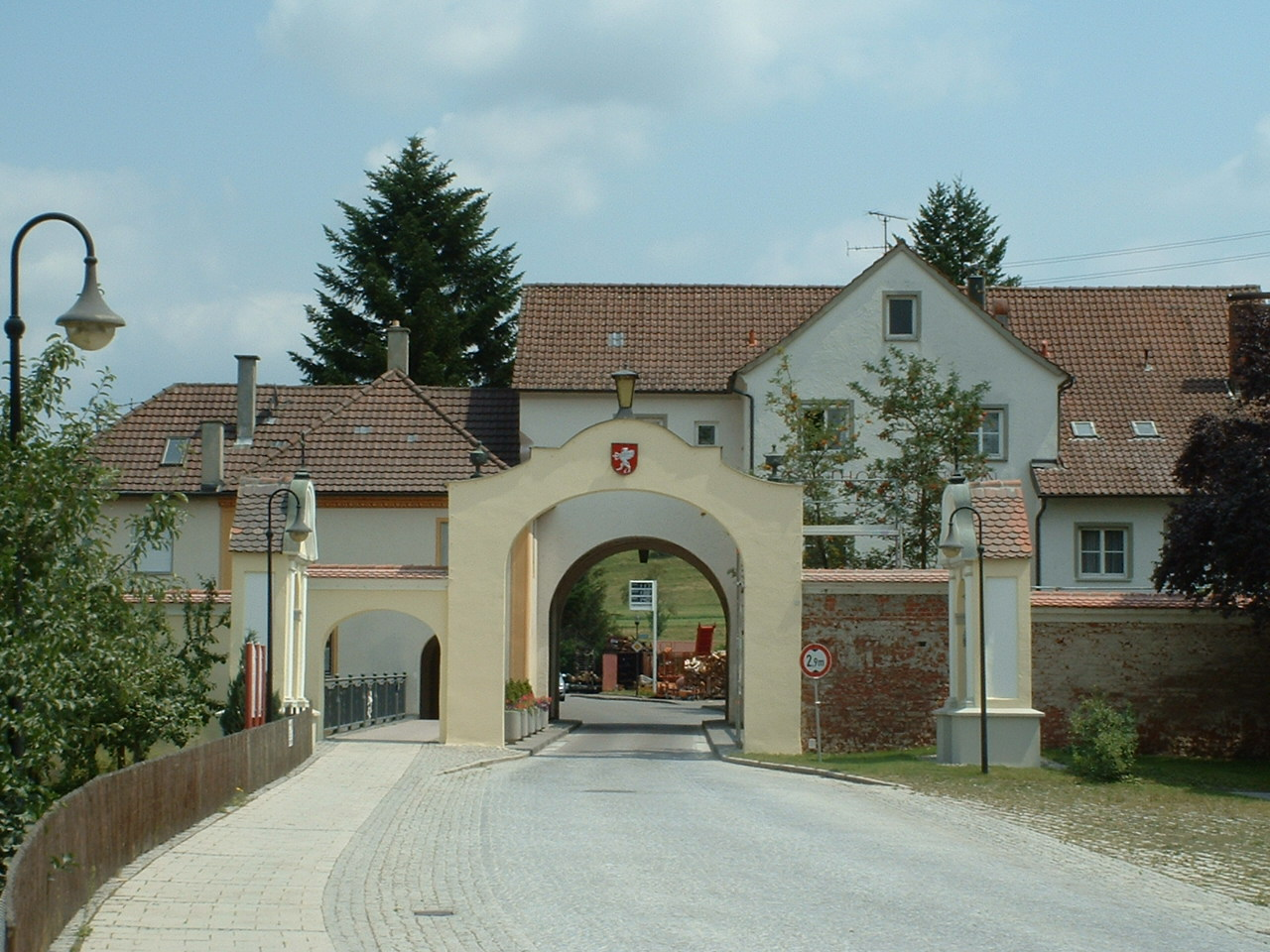
Cancello inferiore
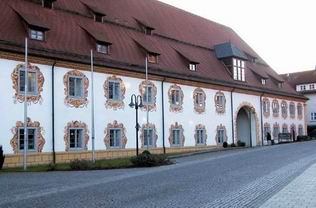
Edificio dell'economato dell'abbazia
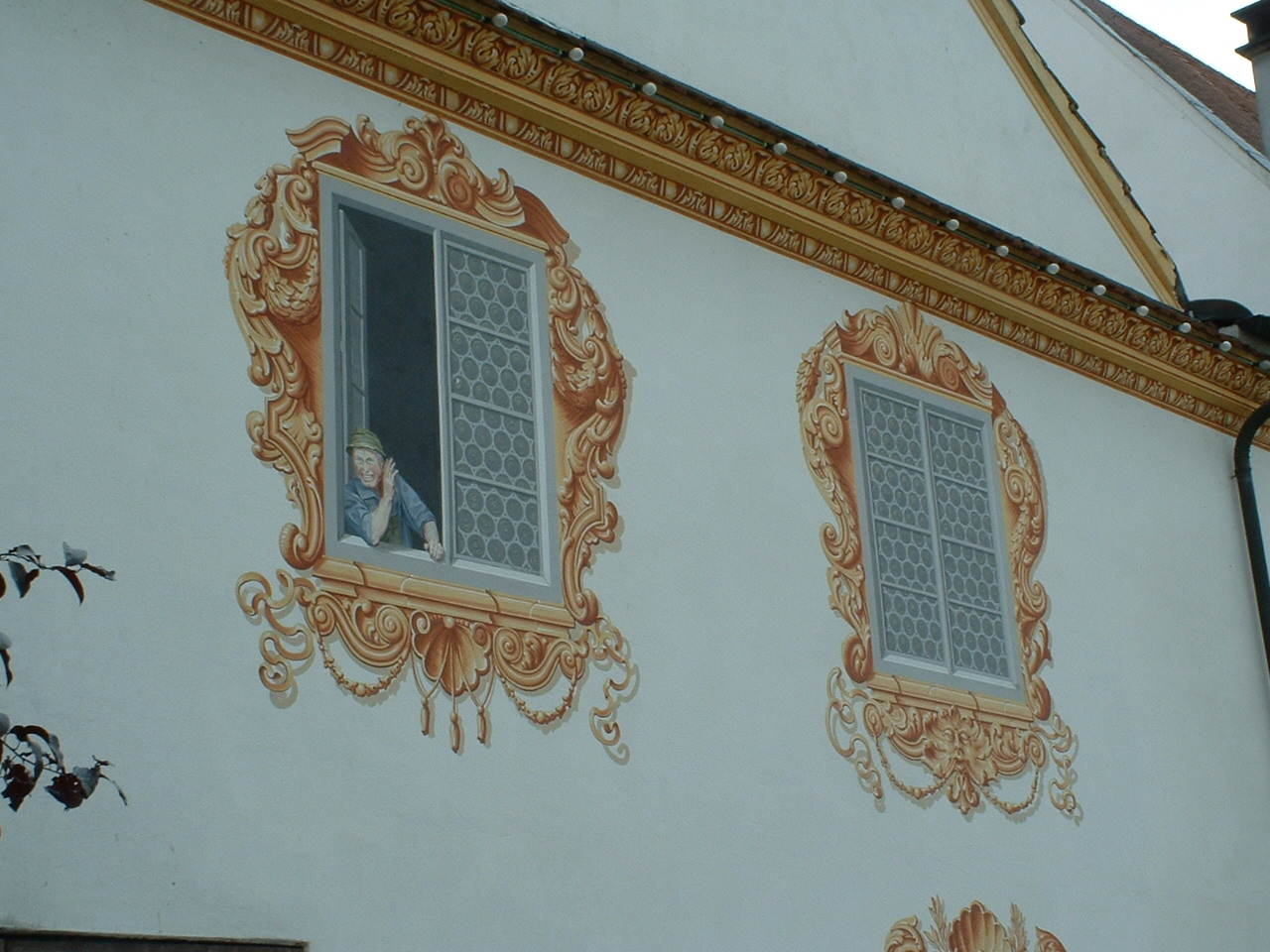
Murales sull'edificio dell'economato
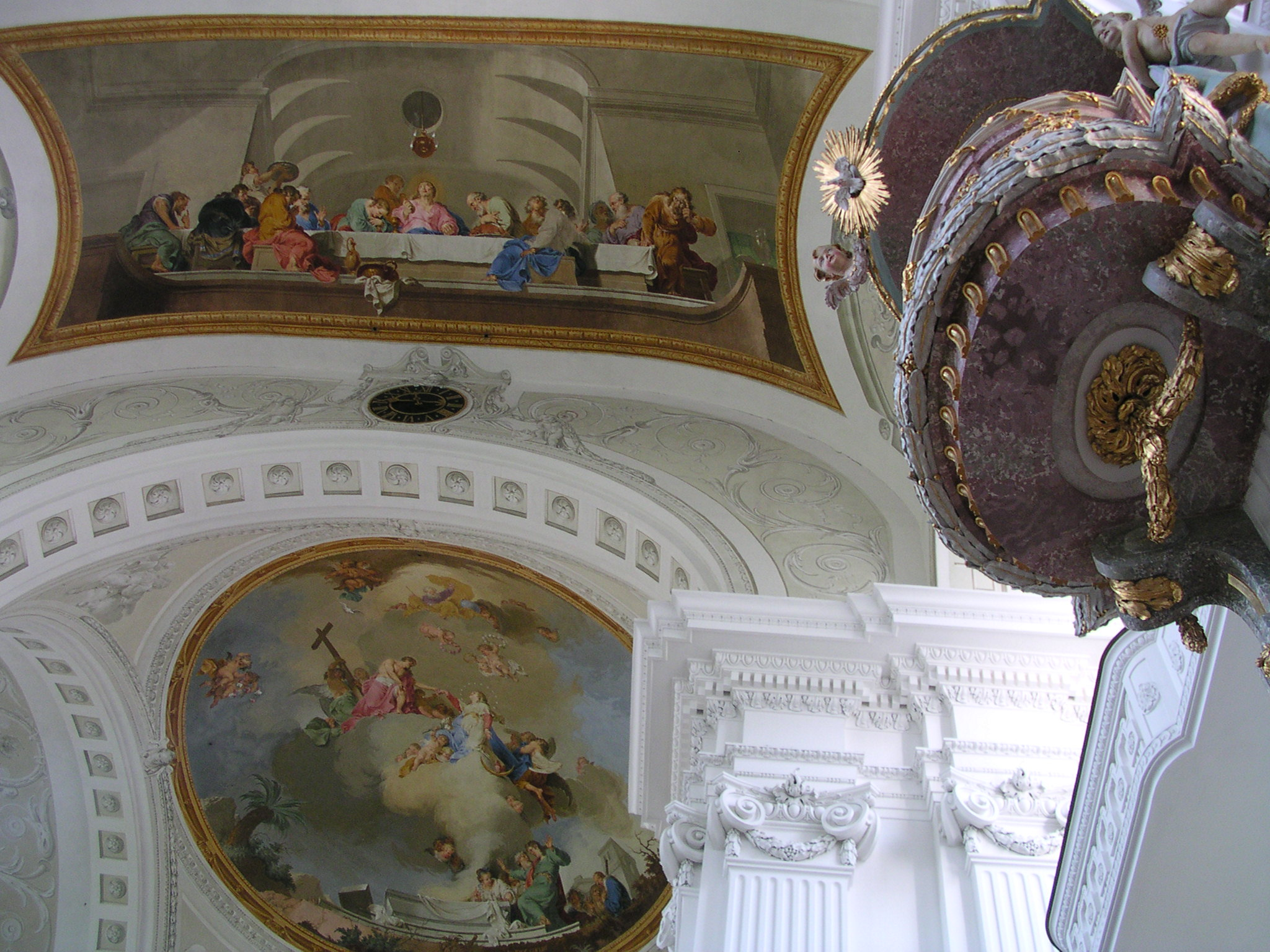
Affreschi ad opera di Januarius Zick nella chiesa abbaziale